# Handler Márk
Handler Márk (Nemesbikk, 1837. – Tatatóváros, 1911. január 6.) aszódi, hevesi, majd tatai rabbi, egyházi író.

## Élete
Mezőcsáton, majd Pozsonyban tanult a hírneves Keszav Szófernél (Szófér Ábrahám), akinek kedvenc tanítványa volt. Rabbidiplomáját is tőle kapta, de Ungár Joél paksi és Hirsch szabadkai rabbik is kitüntették hattóra adásával. Egy ideig a pozsonyi hitközség magyar nyelvű levelezéseit intézte, majd rabbi lett Siófokon. Már mint neves magyar hitszónokot hívták meg Aszódra 1866-ban, ahonnan előbb Heves község, majd később Tatatóváros hívta meg rabbinak. Utóbbi helyen működött országos tiszteletnek örvendve haláláig. Nagy tudása, a zsidó tudományokban való járatossága és ékes magyarsága, kiváló jelleme és szívjósága miatt zsidó és keresztény körökben egyaránt a legnagyobb szeretet övezte. 
1911-ben hunyt el 74 éves korában. Halálát egy műtét előzte meg 1910 december végén. A tudósítások szerint az öreg rabbi kezén egy kis hólyag támadt, amely hirtelen terjedt és életveszélyessé vált. Az operáció mellőzhetetlennek mutatkozott. A tudós papot a Pajor szanatóriumba vitték a hozzátartozói, ahol nem csak kezet, de egész karját is le kellett vágni. A súlyos operáció jól sikerült. Végeztével Handler Márk hálát adott Istennek, hogy két kezet ad az embernek s egyik kezét meghagyta. Nem sokkal később, 1911 elején mégis elhunyt.
A tatai zsidó temetőben nyugszik. A város hatóságai, valamennyi felekezet, a huszonkettedik községkerület főpapjai és hitközségei, a pesti tVr. hitközség, az omike, a patronázsegyesület, a pesti árvaházak küldöttségileg jelentek meg a temetésen.

## Családja
Fiai: 
- Hevesi Simon budapesti vezető főrabbi,
- Handler Illés jogtudós
- Handler Rudolf lugosi ügyvéd.

Veje dr. Tánzer tiroli országos főrabbi volt.

## Művei
Handler volt az elsők egyike, aki magyar nyelvű héber nyelvtant írt. Több magyar nyelvű hitszónoklata jelent meg, és a Ben Chananja, Lőw Lipót szegedi főrabbi teológiai folyóirata is több esszét közölt tőle.
- Királyi korona. Alkalmi beszédek. Székesfehérvár, é. n.
- Esketési beszédek, az év heti szakaszai szerint rendezve. 5 füzet. Székesfehérvár, 1888–1892.
- Vezérfonal a biblia-oktatásnak. Tartalmazza a héber nyelv nyelvtani alakjait az azokra vonatkozó szabályokkal és Mózes 5 könyvének teljes szótárát. Tanodai és magánhasználatra. 
  - I. rész. 1. füzet. 2. javított kiadás. Székesfehérvár, 1891. 2. füzet. Székesfehérvár, 1893.
  - II. rész. 1. füzet. Székesfehérvár, 1895.

## Egyéb irodalom
- Jubiláris Emlékmű Handler Márk tatai rabbi 40 éves hivatali jubileuma alkalmából szerkeszti Hevesi (Handler) Simon. Lugos, 1904.